# 倪子文
倪子文（1915年—2004年），男，直隶（今河北）大城人，中华人民共和国政治人物。曾任内蒙古自治区革命委员会副主任，第四届全国人大代表。